# Saint-Martin-sur-Ocre (Yonne)
Saint-Martin-sur-Ocre korábbi község (település) Franciaországban, Saône-et-Loire megyében. 2016. január 1-jén Saint-Aubin-Château-Neuf községgel egyesült és Le Val d’Ocre új község része lett.
Lakosainak száma 52 fő (2018. január 1.). Saint-Martin-sur-Ocre Saint-Aubin-Château-Neuf, Égleny, Merry-la-Vallée, Le Val-d'Ocre és Saint-Maurice-le-Vieil községekkel határos.

## Népesség
A település népessége az elmúlt években az alábbi módon változott:
| Lakosok száma | 33   | 38   | 35   | 33   | 34   | 50   | 64   | 61   | 53   | 52   |
|               | 1962 | 1968 | 1975 | 1982 | 1990 | 2008 | 2013 | 2015 | 2017 | 2018 |